# Benzothiazol
Benzothiazol ist eine chemische Verbindung aus der Gruppe der Schwefel-Stickstoff-Heterocyclen.

## Gewinnung und Darstellung
Benzothiazole können durch Reaktion von 2-Aminothiophenol mit Acylchloriden gewonnen werden.

## Eigenschaften
Benzothiazol ist eine farblose bis braune, nur sehr schwer entzündliche Flüssigkeit mit aromatischem Geruch, welche schwer löslich in Wasser ist. Sie zersetzt sich bei Erhitzung, wobei Cyanwasserstoff, Schwefeloxide, Stickstoffoxide, Kohlenmonoxid und Kohlendioxid entstehen.

## Verwendung
Benzothiazol ist ein interessantes Carbonyl-Äquivalent. Es reagiert mit Aldehyden oder Ketonen zu α-Hydroxycarbonylverbindungen. Die abgeleitete Verbindung Benzothiazol-2-thiol wird in der Gummiindustrie als Vulkanisationsbeschleuniger eingesetzt.